# Geschützter Landschaftsbestandteil Biotopkomplex am Siepenbach
Der Geschützte Landschaftsbestandteil Biotopkomplex am Siepenbach mit 2,85 Hektar Flächengröße liegt in Oeventrop im Stadtgebiet von Arnsberg im Hochsauerlandkreis. Die Fläche wurde 1998 mit dem Landschaftsplan Arnsberg durch den Kreistag des Hochsauerlandkreises als Geschützter Landschaftsbestandteil (LB) mit dem Namen LB Obstweide und einer Flächengröße von 1,25 ha ausgewiesen. 2021 wurde der LB bei der Neuaufstellung des Landschaftsplans mit neuem Namen und vergrößert erneut ausgewiesen. Die Gebäude vom Segelfluggelände Oeventrop-Ruhrwiesen grenzen südlich bzw. östlich direkt an den LB. Nördlich und westlich grenzt die Bebauung teils direkt an.

## Beschreibung
Der LB besteht aus einem Biotopkomplex mit einer beweideten Obstwiese im Westen und großflächigem Nass- und Feuchtgrünland im Osten. Auf der Fläche befindet sich eine teilweise mit Schotter angefüllte feuchte Senke. die alten Apfelbäume haben einen Stammdurchmesser von 25 cm.
Der Landschaftsplan führte 1998 zum Wert des LB aus: „Die Fläche hat lokale Bedeutung vor allem für Kleinsäuger und Insekten.“
Der Landschaftsplan führte 1921 bei der Neuaufstellung zum Wert des LB aus: „Der Biotopkomplex hat neben seinem faunistischen Wert vor allem auch Bedeutung durch die Belebung des ortsnahen Landschaftsbildes.“
Als zusätzliche Entwicklungsmaßnahmen wurden festgesetzt, dass abgängige Obstbäume bis in die Zerfallsphase hinein zu erhalten sind und dann nachgepflanzt werden soll; vorhandene Fehlstellen mit standortangepassten Obstsorten zu ergänzen und die Bäume bei Bedarf gegen Verbiss zu schützen.

## Schutzgrund, Verbote und Gebote
Der Geschützte Landschaftsbestandteile haben laut Landschaftsplan eine besondere Funktion für die Gliederung und Belebung des Landschaftsbildes bzw. des umgebenden Offenlandes. Es kommt solchen Objekten in der Regel eine erhöhte Bedeutung als Bruthabitat für Hecken- und Gebüschbrüter zu. Laut Landschaftsplan sind Geschützte Landschaftsbestandteile im Plangebiet durch seinen eigenständigen Charakter deutlich von der sie umgebenden „normalen“ Wald- und Feld-Landschaft zu unterscheiden.
Wie bei allen LB ist es verboten diese zu beschädigen, auszureißen, auszugraben oder Teile davon abzutrennen oder auf andere Weise in seinem Wachstum oder Erscheinungsbild zu beeinträchtigen. Unberührt ist jedoch die ordnungsgemäße Pflege eines LB.
Das LB soll laut Landschaftsplan „durch geeignete Pflegemaßnahmen erhalten werden, solange der dafür erforderliche Aufwand in Abwägung mit ihrer jeweiligen Bedeutung für Natur und Landschaft gerechtfertigt ist.“